# Mohammed et Boumédiène Bensahla
Œuvres principales
Wahd Al-ghazal rit Al youm
Kif aâmali ou hilti
Ya dhaou âayani 
Sidi men yssel aala kahl el âayn

Sifat chamaa wel kandil we triya
Mohammed Bensahla et Boumédiène Bensahla sont des poètes algériens du melhoun. Mohammed et son fils Boumédiène, ont vécu à Tlemcen au XVIIIe siècle. Ils sont chacun l'un des plus grands auteurs du hawzi. Dans la majeure partie des poèmes, les deux poètes ne citent pas leur prénom. Nous ne trouvons à la fin de ces nombreuses poésies que le nom de filiation des deux poètes : Bensahla.

## Biographie

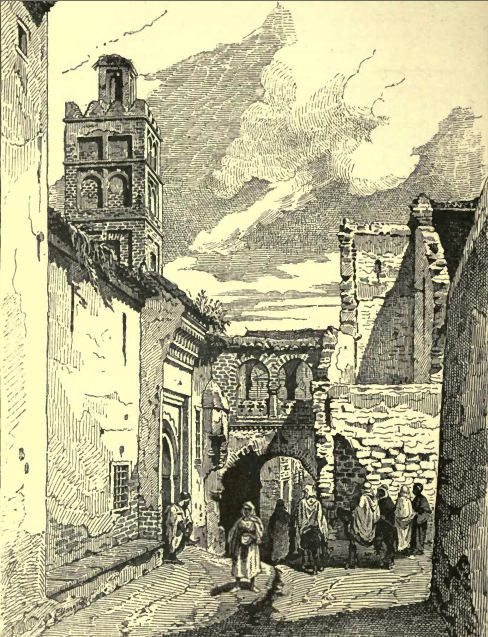
Vue de Tlemcen au XVIIIe siècle.

Mohammed Bensahla a vécu à Tlemcen au XVIIIe siècle. Comme Ahmed Ben Triki et Mohammed Benmsayeb, il appartient à l'école citadine du melhoun. Ce poète se compare à Imrou'l Qays et affirme que, tout comme lui, il fait partie de cette race vulnérable aux « pièges de la passion » ; ses pièces continuent à être interprétées aujourd’hui.
Son fils, Boumédiène Bensahla, originaire de Tlemcen est également poète de hawzi. Tisserand de métier, comme de nombreux poètes du melhoun citadin. Reconnu par ses pairs comme « le cheikh de Tlemceni », il a vécu au XVIIIe siècle, une époque marquée par l'oppression politique dans la régence d'Alger. Il est contemporain de Mohamed Bendebbah.
Boumédiène Bensahla a ainsi dénoncé l'injustice politique et sociale dans plusieurs de ses poèmes et a même été contraint de fuir Tlemcen pour les plaines d'Angad à la frontière maroco-algérienne. En cela, sa vie n'était pas très différente de celle des autres poètes exilés de l'Ouest algérien. Il était doté d'une mémoire étonnante. Il possèdait un répertoire vaste, mais avait comme une espèce de prédilection pour le hawzi.
Boumédiène chante ses amours et glorifie celles qu'il rencontre. Ses poèmes soulèvent l'indignation de toute la ville. Une pétition est adressée au Bey d'Oran par les maris jaloux et par les bourgeois offusqués. Ce dernier transfère le poète à Oran et il l'enferme dans un cachot. La favorite du Bey, Badra, intervient auprès du maître en faveur du poète. Bensahla est alors libéré, l'épreuve qu’il vient de subir l'a un peu dégrisé et assagi. Il est enterré au cimetière de Sidi Senouci à Tlemcen.

## Œuvres
Les Bensahla sont l'un des principaux poètes de hawzi. Leurs pièces, à l'instar des autres poètes populaire du melhoun notamment Ahmed Ben Triki et Mohammed Benmsayeb, sont une source d'informations sur les mœurs de l'époque, l'état des mentalités et l'évolution de la langue.
Boumédiène Bensahla est l'auteur du poème Wahd Al-ghazal rit Al youm (« j'ai vu une gazelle aujourd'hui »), c'est un mouachah qui a perdu de nombreuses caractéristiques structurelles de la forme andalouse originale grâce à une touche melhoun innovante du cheikh. Encore aujourd'hui, c'est un chef-d'œuvre du répertoire musical hawzi et confirme le lien historique intime entre la poésie melhoun et la musique arabo-andalouse. Il est aussi l'auteur du fameux Kif aâmali ou hilti (« Que faire et quelle est l'issue ? »), qui demeure un chef-d'œuvre d'expression de la passion et du désespoir amoureux.
La tradition orale rapporte que durant son séjour forcé dans une prison à Oran qu'il aurait composé la qacida de type gormi (« le ramier messager ») : Ya dhaou âayani ( « ô lumière de mes yeux ! » ). Elle se présente comme une sorte d'évasion par l'imaginaire et la mémoire qui lui permet d'aller survoler sa ville natale, à la rencontre des lieues et des visages aimés, entrelaçant anthroponymie et toponymie tlemcéniennes.
Boumédiène tombe amoureux de Fâtma l'élégante, mais cette dernière quitte Tlemcen. Il a souvent cité dans ses vers et dont il a décrit les charmes, ainsi que la passion violente et l'ardeur de la flamme dont eut à souffrir son cœur en raison de son amour. Il lui compose le poème : Sidi men yssel aala kahl el âayn (« Seigneur, qui donc interrogera les passants pour me dire où se trouve la maîtresse aux yeux noirs »).
Il compose d'autres poèmes pour elle : Youm el khémis wach eddani, Oueld ettir, M'dhebel lâayan. Il est aussi l'auteur des poèmes suivants Nabouni roudou el djwab, Baghi n'djaour El Mustapha et Charâa Allah ya lahbab, ainsi que Sifat chamaa wel kandil we triya. Toutefois, selon certains auteurs, c'est son père Mohammed qui semble être l'auteur de la plupart des chants signés « Ben Sahla » . Mohammed semble avoir produit plus que ce qui nous est parvenu. Seuls quelques chants sont signés du prénom de Boumediène, les deux poètes ne citent pas généralement leur prénom.
Boumédiène est également l'un des auteurs locaux de la sanaa-gharnata de Tlemcen :
- Rît al-qamar qâd ghas (chanté dans la nouba btaîhi raml al maya, inçiraf zidane)
- Natfaradj maâk  (chanté dans la nouba darj rasd, inçiraf sika et hsin).
- Allah yahdik (mokhlas maya)[12]

## Exemple d'un poème
Le début du poème, Ya dhaou âayani, traduit par El-Boudali Safir :
« يـا ضـو اعياني يـا القمري زرق الجنحان جـمـل و سـعـانـي سـلـم عـلـى نــاس تـلـمـسـان
كــونــك سـيـسـانــي حـــد لا تـقــرا فـيـه أمــان

يــا زيــن الـدرجــة نـرسلك لـبـنـات البهجة روح تـغـنـم فـرجــة و ادخل على درب الشجان
تـفـــرج لا تـنـجــى مـن الـبـهـاء و الزين الفتان

مـن ثـمـة عزم روح يا حمام بقلبك مشروح تلقى زهو الروح في السـويـقـة عند الفران
بـهــواهــا مـجـروح خـاطـري و دلـيـلي حيران

مــن ثمـة عـول درب مـسـوفــة لـيـه ادخـل بـالـك لا تـغـفـــل حـــوس بـعـينـــك الــقـــــران
الـزيــن الـكـامــل يـا ترى باقــي كـيــف زمــان »
« Ô  lumière  de  mes  yeux,  ô  ramier  aux  ailes  aux  reflets  bleutés, rend-moi  service  sois  mon  messager,  porte  mon salut  aux  gens  de Tlemcen, sois perspicace, ne fais confiance en personne.

Ô ramier à la belle démarche, je t’envoie aux filles d’El-Bahja, tu jouiras  d’un  beau  spectacle,  pénètre  par Derb-Essajjân, et tu contempleras à loisir la beauté et le charme ravissant

De là, part en toute hâte, le cœur gai, ô pigeon, à la rencontre de « la joie de l’âme », dans la Souiqa, près du four banal, son amour est comme une blessure, et j’ai l’esprit et le cœur inquiets

A  partir de là, décide-toi,  entre dans Derb-Msoufa,  et fais bien attention, promène ton regard sur El-Qorrân, est-ce que les belles sont aussi parfaites que dans le temps ? »